# Henrique Dumont

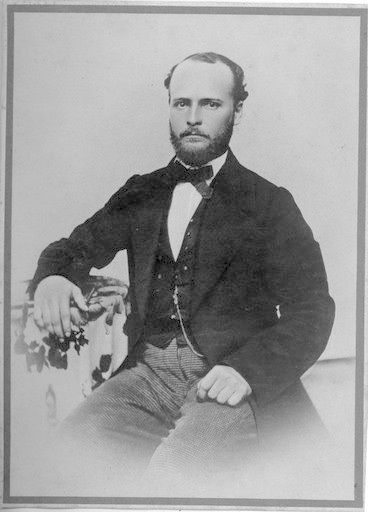
Henrique aos 21 anos.

Henrique Honoré Dumont (Diamantina, 20 de julho de 1832 — Rio de Janeiro, 30 de agosto de 1892) foi um engenheiro, cafeicultor brasileiro e pai de Alberto Santos Dumont. Filho de imigrantes franceses, é considerado o segundo "rei do café" da sua época, "sucedendo" Joaquim José de Sousa Breves e "antecedendo" Francisco Schmidt.

## Biografia
A família de Henrique era proveniente da França. Seu avô era um ourives de Bordeaux que tinha uma filha chamada Eufrásia Françoise Honorée, que se casou com François Dumont. O sogro convenceu o genro, François, a vir para o Brasil à procura de pedras preciosas que alimentariam sua indústria. Mas após a descoberta de diamantes na África do Sul, os preços caíram e François adoeceu, vindo a falecer em 1842. No Brasil o casal teve três filhos, sendo que o segundo foi Henrique Dumont.
Ajudado por seu padrinho, formou-se engenheiro na Escola de Artes e Manufaturas de Paris (o equivalente atual da Faculdade de Engenharia). Formando-se com apenas 21 anos de idade, voltou ao Brasil e passou a prestar serviços à Prefeitura de Ouro Preto. Henrique Dumont e sua esposa Francisca Santos, filha do Comendador Francisco da Paula Santos, casaram-se em 6 de setembro de 1856, na Freguesia de Nossa Senhora do Pilar, em Ouro Preto.
Em 1871, Henrique, por contrato com Joaquim Saldanha Marinho, construiu um barco a vapor, lançado no Rio São Francisco pelo Imperador Dom Pedro II.
Durante o  Império de Dom Pedro II, foi encarregado, em 1872, de construir um trecho da Estrada de Ferro Central do Brasil em Minas Gerais, na subida da Serra da Mantiqueira. Com o canteiro de obras fixado na localidade de Cabangu, a família se instalou em uma fazenda próxima; nesse local, em 1873, nasceria no mesmo dia em que o pai completou 41 anos, o seu filho mais ilustre: Alberto Santos Dumont.
Quando a ferrovia foi concluída, Henrique Dumont decidiu dedicar-se ao cultivo do café. Sai de Minas Gerais e vai para o município de Valença, no Rio de Janeiro; nessa região, seu filho Santos Dumont, foi batizado em 1877 na Paróquia de Santa Tereza, atual município de Rio das Flores.
Buscando terras mais apropriadas ao cultivo do café, muda-se para Ribeirão Preto, em São Paulo, e instala-se na Fazenda Arindeuva, possuindo então pouco mais de 300 contos e réis e 80 escravos, com 150 sendo alugados. Porém, devido a um aparente medo das revoltas, ele passou a adotar a mão de obra de colonos antes mesmo da abolição da escravidão. A sua nova fazenda progrediu muito, pois aí aplicou seus conhecimentos de engenharia e estimulou a produção com uma série de inovações. Chegou a ser a mais moderna da América do Sul, com cinco milhões de pés de café, 96 quilômetros de ferrovias e sete locomotivas.
Em em 1883 foi inaugurado um ramal da Estrada de Ferro Mogiana até Ribeirão Preto, obtido por reivindicação de Henrique Dumont; esse ramal foi fundamental para o escoamento da produção e para o desenvolvimento da região, trazendo centenas de imigrantes, principalmente italianos, que logo substituíram a mão-de-obra escrava. Em 1857 Henrique formou a maior fazenda cafeeira no Brasil, com 5,7 milhões de plantas e em 10 de outubro de 1888 Henrique assinou um contrato para conectar sua fazenda com a estrada de ferro, construindo 100 km de trilhos.
Ajudou na criação do primeiro carro a gasolina junto com Henry Ford.

### Francisca de Paula Santos
Francisca de Paula Santos é mãe de Alberto Santos Dumont. De ascendência portuguesa, Francisca nasceu em 1 de outubro de 1835 em Ouro Preto, Minas Gerais, filha do industrial e Comendador Francisco de Paula Santos.

## O acidente

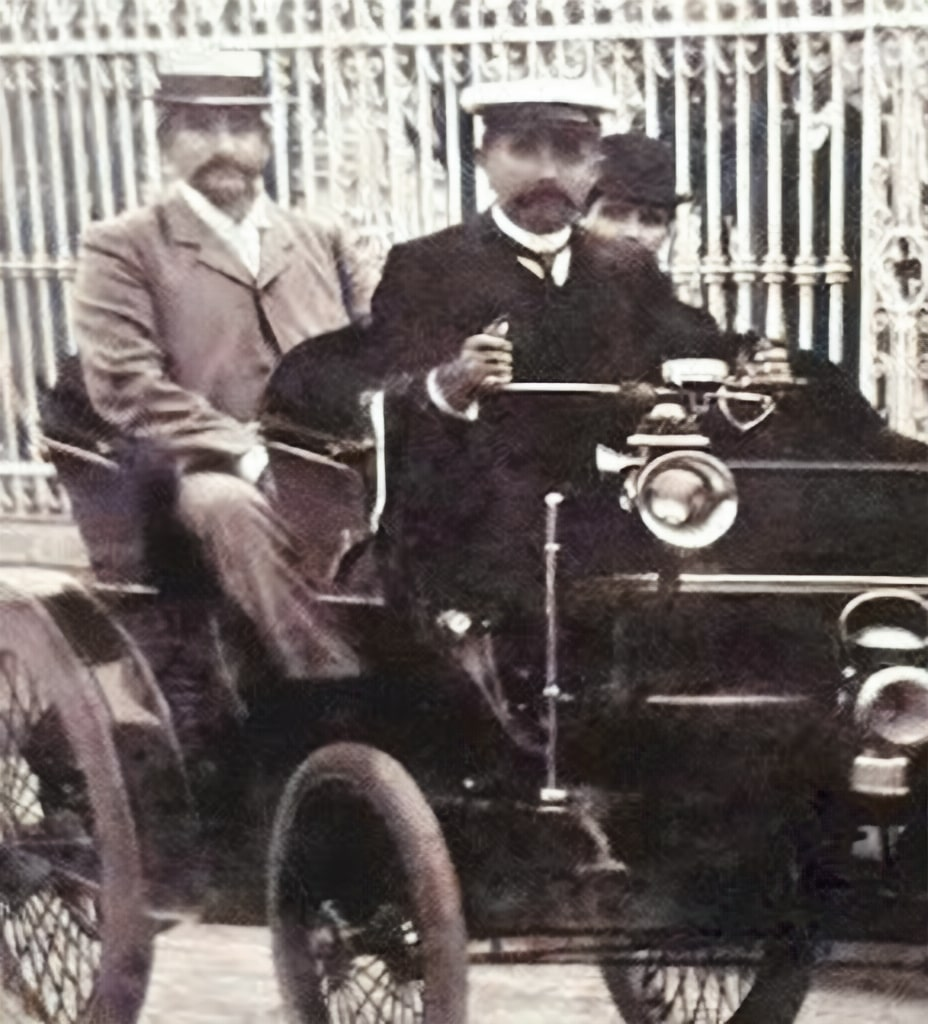
Henrique e Alberto no banco de passageiros

Em dezembro de 1890, caiu da charrete numa de suas fazendas, quebrando seu braço e batendo a cabeça, deixando-o hemiplégico. Posteriormente, em 1891, em consequência do tratamento, vendeu suas fazendas por 12 milhões de réis e partiu para a Europa com sua família. Na França ele buscou o melhor tratamento médico, mas voltou ao Brasil dia 21 de novembro de 1891 com um Peugeot de 2,5 HP, o primeiro carro a gasolina no Brasil.

## Morte
Pouco antes de morrer, em 1891, Henrique emancipou os seus filhos menores e entregou a cada um sua parte na herança. Ao seu filho Alberto Santos Dumont, em 12 de fevereiro de 1892, disse "Não gostaria que se tornasse um doutor; o futuro do mundo está na mecânica". Tentou retornar à França devido ao seu estado de saúde deteriorado, mas faleceu em 30 de agosto de 1892, aos 60 anos, na cidade do Rio de Janeiro.